# Geoffrey Jellicoe
Geoffrey Jellicoe (8. října 1900 – 17. července 1996) byl anglický architekt, urbanista, zahradní architekt a spisovatel. Jeho oblíbeným oborem byl krajinářský a zahradní design.

## Život
Jellicoe se narodil v Chelsea v Londýně. Studoval v Architectural Association v Londýně v roce 1919 a vyhrál British Prix de Rome v oboru architektura, v roce 1923, což mu umožnilo připravit svou první knihu o italských renesančních zahradách s Johnem C. Shepherdem. Tato průkopnická studie znovu probudila zájem o toto velké období krajinářské architektury a díky jeho velkým fotografickými ilustracím bylo zřejmé nebezpečné poškození mnoha zahrad.
V roce 1929 se stal zakládajícím členem ústavu Landscape Institute a v letech 1939-1949 byl jejím prezidentem. V roce 1948 se stal zakládajícím prezidentem Mezinárodní federace krajinářských architektů (IFLA). Od roku 1954 do roku 1968 byl členem Royal Fine Art Commission a 1967-1974 správcem Tate Gallery.
Dne 11. července 1936 se oženil se Susan Pares (1907-1986), dcerou Bernarda Parese (1867-1949), historičkou a akademičkou, známou pro své práce o Rusku.
Zemřel v roce 1996, jako nejznámější anglický krajinářský architekt své generace.

## Dílo

### Architektonické úpravy
Poznámka: Všechny lokality níže jsou v Anglii, pokud není uvedeno jinak.
- 1934-1936 Caveman Restaurant, Cheddar Gorge, Somerset.
- 1934-1939 Ditchley Park, Oxfordshire
- 1935 plán Calverton Colliery, Calverton, Nottinghamshire
- 1936 plán pro The Great Mablethorpe, Lincolnshire
- 1947 plán pro Hemel Hempstead, Hertfordshire
- 1956 Harveyho Store Roofgarden, Guildford, Surrey
- 1957-1959 Water Gardens, Hemel Hempstead, Hertfordshire
- 1959 Cliveden Rose Garden, Taplow, Buckinghamshire
- 1964-1965 Kennedy Memorial Garden, Runnymede, Surrey [3]
- 1970-1990 Shute House
- 1979-1989 Hartwell House, zahrada, Buckinghamshire
- 1980-1986 Sutton Place, zahrada, Surrey
- 1984 Moody Gardens, Galveston, Texas, USA